# Itame triconjuncta
Itame triconjuncta är en fjärilsart som beskrevs av W. Warren 1897. Itame triconjuncta ingår i släktet Itame och familjen mätare. Inga underarter finns listade i Catalogue of Life.